# ホパロング・キャシディ
ホパロング・キャシディ（Hopalong Cassidy、Hop-a-long、ホパロンの表記もある）は、1904年にクラレンス・E・マルフォード(Clarence E. Mulford)によって創造された架空のカウボーイ、および彼の活躍するパルプ誌の名前。コミック化、映画化、ラジオドラマ、テレビドラマ化もされ、特に映画とテレビで描写されたキャラクターは、アメリカ合衆国の国民的ヒーローとなった。

## パルプ誌
パルプ誌中では、礼儀を知らず、粗野な物言いの間抜け(galoot)なキャラクターとして描かれた。
1935年から撮影が開始されたウィリアム・ボイド(William Boyd)主演の映画シリーズで彼のキャラクターはクリーンなイメージに変更された。この66本の映画シリーズにはマルフォードの原作は数本しか使われていなかった。（「Hopalong Cassidy Enters」（1935年）など）
マルフォードはヒットした映画のイメージに合わせるために初期の作品を書き直し、これは後に映画版をコミック化したシリーズに生かされた。
以下、映画版、テレビ版を中心に記述する。

## キャラクター
ビル“ホパロング”・キャシディは、白髪で、常に黒一色の服装をしている。愛称はホッピー(Hoppy)。二丁拳銃の早撃ちが得意で、愛馬は白馬トッパー。
彼には素晴らしいフェアプレー精神があり、慎み深く洗練されていた。善良な市民が悪漢の無法に苦しめられるとき、ホパロング・キャシディが呼び出される。
ホパロングは二人の仲間とともに西部を旅した。
一人は少年役。女性が困っているのを見過ごすことが絶対に出来ず、扱いにくいが率直な少年である。少年役は、ジェームズ・エリソン(James Ellison)、ラッセル・ヘイデン(Russell Hayden)、ランド・ブルックス(Rand Brooks)らによって演じられた。
もう一人は相棒ウィンディ・ハリデイ(Windy Halliday)。ギャビー・ヘイズ(Gabby Hayes)が演じた。ヘイズが監督のハリー・シャーマン(Harry Sherman)と出演料で揉めてシリーズから去った後、新たな相棒スピーディ・マックギニス（Speedy McGinnis）役としてコメディアンのブリット・ウッド(Britt Wood)が、最終的な相棒カリフォルニア・カールソン（California Carlson）役としてベテランのコメディ俳優アンディ・クライド（Andy Clyde）が演じている。シリーズ中ではカリフォルニア・カールソンの出演する作品が最も多い。

## 映画
ホパロング・キャシディものの映画（「Hoppies」と呼ばれた）の多くはパラマウント映画で製作され、スタジオでの撮影ではなく、すばらしい野外の情景（ほとんどはラッセル・ハーラン(Russell Harlan)によるもの）と役者たちの素早いアクションとで有名になった。またいわゆる大物監督ではなくインディペンデント系の監督たちによって製作されていた。
プロデューサーだったハリー・シャーマンは、より野心的な映画を作ることを希望し、ホパロング・キャシディ・シリーズの製作をやめようとしたが、このシリーズの人気を惜しんだユナイテッド・アーティスツなどの説得で、製作を再開させられた。結局シャーマンは1944年にシリーズを終了した。
しかし、シリーズの主役スターであったウィリアム・ボイドはシリーズの継続を望んでいた。そのためボイドはホパロング・キャシディというキャラクターに自分の全てを賭けた。彼は自分の全財産を抵当に入れて資金を調達し、シャーマンとマルフォードからキャラクターの版権と映画製作権を買い取ったのである。
ボイド自らが監督したシリーズは、1946年に製作が再開され、B級西部劇が徐々に衰退する1948年まで続いた。
新しいホパロング・キャシディを映画館で見たいという要求が高まり、1950年にボイドは新たな映画の製作をフィルム・クラシックス(Film Classics)に認可した。
1950年にはもうひとつ、16mmおよび8mm映写機のためのパラマウント映画のダイジェスト版を製造するホーム・ムービー会社、キャッスル・フィルムズ・マニュファクチャリング社(Castle Films manufacturing)があり、映画のダイジェスト版は1966年に販売された。

## テレビ・ラジオ
ボイドは、ホパロング・キャシディが将来的にテレビ番組化されること、また映画作品をテレビ放映することを想定して、NBCテレビ・ネットワークに接近した。
映画版がテレビ放映されると人気が爆発した。その反響に新しいテレビシリーズの製作が待ちきれなくなったNBCは映画の旧作をテレビサイズに再編集したものを放送することとした。テレビ局に映画のフィルムを提供したボイドは、これで25万ドルの報酬を得た。
ボイドは、30分もののテレビ西部劇シリーズの製作を開始し、新たな相棒レッド・コナーズ(Red Connors)としてエドガー・ブキャナン(Edgar Buchanan)が選ばれた。番組のテーマ音楽は、ベテラン作曲家ナシオ・ハーブ・ブラウン(Nacio Herb Brown)と作詞家L・ウルフ・ギルバート(L. Wolfe Gilbert)によって製作された。1949年6月24日からウィリアム・ボイド主演のテレビ西部劇シリーズ『われらのキャシディ(Hopalong Cassidy)』の放送がスタートし、1951年まで続いた。この番組は、1949年のニールセン・メディア・リサーチで第7位にランクインした。
1950年1月、Mutual Broadcasting Systemからアンディ・クライドがサイドキックを演じるホパロング・キャシディのラジオドラマ放送が開始され、番組は9月の末にCBS ラジオへ移籍して1952年まで続いた。

## マーチャンダイジング
テレビ放送の開始は巨大なブームを生み、ボイドが手に入れる版権料は数百万ドルにのぼった。
1950年、アラジン・インダストリーズ社（Aladdin Industries）がホパロング・キャシディをあしらったランチボックスを発売すると瞬く間に5万個が完売し、最終的に60万個のセールスを記録する大ヒット商品となった。ホパロング・キャシディは、国民的な雑誌（「ルック」誌、「ライフ」誌、「タイム」誌など）の表紙に登場し、店頭には、ホパロング・キャシディ・ローラースケート、ホパロング・キャシディ・石鹸、ホパロング・キャシディ・腕時計、ホパロング・キャシディ・ジャックナイフ、子供用のホパロング・キャシディ・食器セットなどがずらりと並んだ。
番組と関連商品の成功は、ジーン・オートリー（Gene Autry）やロイ・ロジャース（Roy Rogers）などの西部劇スターが主演する少年向けのテレビ西部劇ブームを呼んだ。
ホパロング・キャシディに関するボイドの会社（U.S. Television Office, Inc.）はいまだ活動しており、多くのDVDをリリースしている。
ルイス・ラモール(Louis L'Amour)は何編かのホパロング・キャシディものの小説を書き、それはいまだに再版され続けている。
2005年、作家のスージー・コフマン(Susie Coffman)は、Follow Your Stars社から新たなホパロング・キャシディものの小説を発表した。この中の3編ではウィリアム・ボイド自身の妻を劇中に登場させている。

## 博物館
ホパロング・キャシディに関する博物館は多数あるが、規模が大きなものとしてはロサンゼルス、グリフィン公園（Griffith Park）のオートリー・センター（Autry Center）が知られている。
カンザス州ウィチタの15マイル東の"プレーリー・ローズ・チャックワゴン・サパー"（Prairie Rose Chuckwagon Supper）には、ホパロング・キャシディの英雄的なイメージに捧げられた博物館、ホパロング・キャシディ・ミュージアム（Hopalong Cassidy Museum）があった。しかしこの博物館は、2007年8月24日に親会社であるワイルド・ウェスト・ワールド社(Wild West World)が経営破綻し、競売にかけられた。